# Zebrafogasponty
A zebrafogasponty (Aphanius fasciatus) a sugarasúszójú halak (Actinopterygii) osztályának fogaspontyalakúak (Cyprinodontiformes) rendjébe, ezen belül az ikrázó fogaspontyok (Cyprinodontidae) családjába tartozó faj.

## Előfordulása
A zebrafogasponty a Földközi-tenger északi medencéjének édes- és brakkvizeiben él, Dél-Franciaországtól az elő-ázsiai partvidékig. Az észak-afrikai partok mentén Marokkótól Líbiáig is megtalálható.

## Megjelenése
A hal teste mérsékelten nyújtott, oldalról kissé lapított, feje fölülről összenyomott. Szájnyílása kicsi, rézsút felfelé irányuló; állkapcsain apró, háromhegyű fogak ülnek. Pikkelyei nagyok, 25-30 egy hosszanti sorban; oldalvonala nincs. A csaknem farokállású hátúszó 10-13, a farok alatti úszó 9-12 sugarú; zsírúszója nincs; farokúszója lekerekített. A hím oldalain 10-15 széles, sötét keresztsáv van; háta olajzöld, hasa fehéres, ezüstös csillogású; úszói a sárgától az aranysárgáig változnak; hátúszója sötét szegélyes, farokúszója széles, sötét keresztszalaggal díszes. A nőstény világos, szürkészöld, alig észrevehető keskeny keresztsávokkal és világosszürke, átlátszó úszókkal. A hím testhossza legfeljebb 5,5 centiméter, a nőstényé 6 centiméter.

## Életmódja
A zebrafogasponty igénytelen, rendkívül szívós hal, rendszerint a felszín közelében tartózkodik. Tápláléka planktonrákok, rovarlárvák, bábok, emellett algák, lágy növényi részek és ürülék is.

## Szaporodása
Tavasztól őszig ívik. Nagy ikráit finom növényi részekre vagy algamezőkre rakja. A kelési idő 10-15 nap. Egyéves kora végén ivarérett.